# Parasol (satélite)

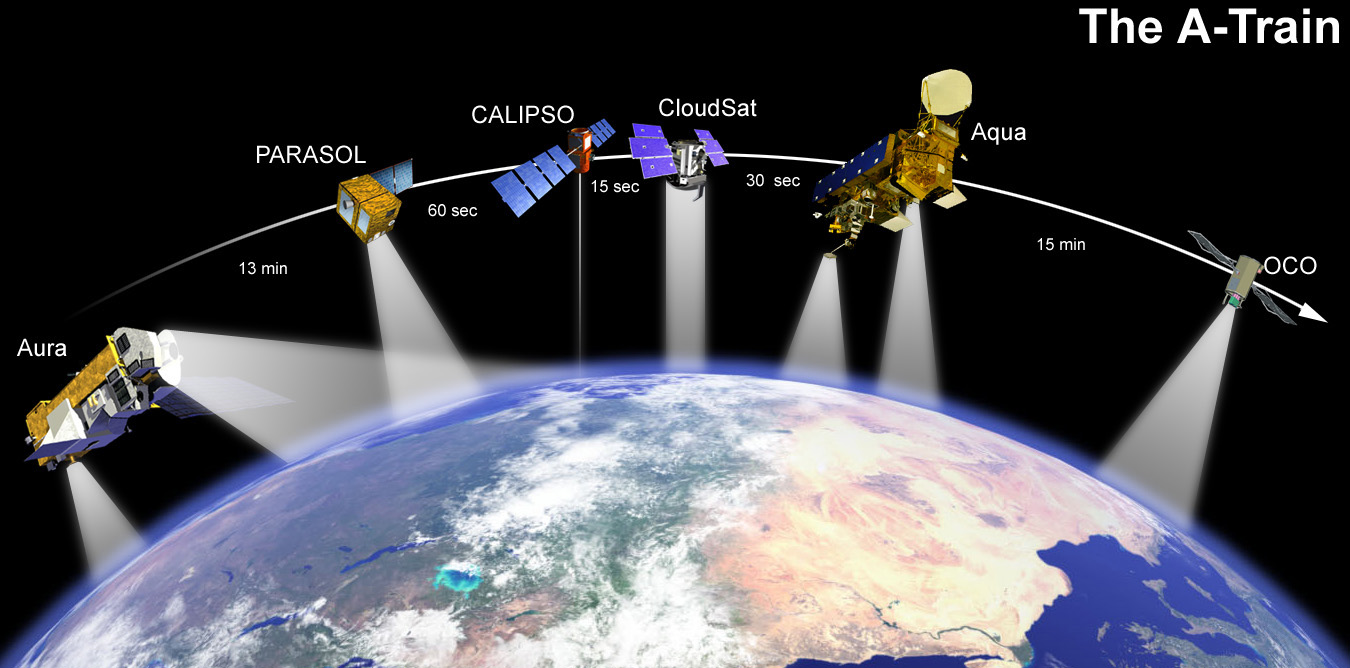
Satélites do grupo A-train: o PARASOL é o segundo da esquerda.

PARASOL  (de Polarization & Anisotropy of Reflectances for Atmospheric Sciences coupled with Observations from a Lidar) é um satélite artificial de origem francesa para pesquisa e observação da Terra, construido pelo CNES. 
O satélite PARASOL, carregava um instrumento chamado POLDER que estudava as propriedades radioativas e microfísicas das nuvens e aerossóis. Ele foi lançado em 18 de Dezembro de 2004 a partir do Centro Espacial de Kourou por um foguete Ariane 5 G+.
Em 2 de Dezembro de 2009, o satélite PARASOL foi manobrado a saiu da formação do conjunto A-Train, passando a orbitar cerca de 4 km abaixo dos remanescentes daquele grupo.